# Victor Lemberechts
Victor Lemberechts, noto anche con il soprannome di Torke Lemberechts (Mechelen, 18 maggio 1924 – 24 giugno 1992), è stato un calciatore belga, di ruolo attaccante.

## Palmarès

### Club

#### Competizioni nazionali
- Campionato belga: 3

Mechelen: 1942-1943, 1945-1946, 1947-1948